# Toxina
Uma toxina, num contexto científico, é uma substância de origem biológica que provoca danos à saúde de um ser vivo ao entrar em contato ou através de absorção, tipicamente por interacção com macromoléculas biológicas, tais como enzimas e receptor.
O termo obteve um uso mais alargado, erroneamente, no contexto de medicina complementar e charlatanice, onde  se refere a substâncias prejudiciais genéricas (por vezes de composição química não provada ou não especificada) que prejudicam a saúde.
Muitas plantas, animais e microorganismos produzem toxinas naturais com a função de desencorajar ou matar os seus predadores. As toxinas animais que são aplicadas subcutaneamente (por exemplo, através de picadas ou mordidas) são chamadas de veneno.
As toxinas também são geradas por bactérias, quer no corpo vivo durante infecções (como, por exemplo, o tétano) ou em material biológico em decomposição. As exotoxinas são secretadas externamente por uma bactéria e as endotoxinas formam parte da parede celular. O termo intoxicação alimentar usa-se para definir um vasto número de doenças que podem ser causadas pela ingestão de comida imprópria para consumo devido a toxinas bacterianas.
As toxinas também tem vindo a ser aplicadas no campo da guerra química.